# Sebastiania haploclada
Sebastiania haploclada är en törelväxtart som beskrevs av John Isaac Briquet. Sebastiania haploclada ingår i släktet Sebastiania och familjen törelväxter.
Artens utbredningsområde är Peru. Inga underarter finns listade i Catalogue of Life.